# Ewa Paradies

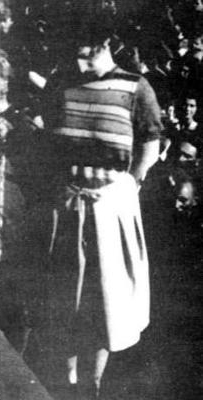
Ciało Ewy Paradies po egzekucji

Ewa Paradies (ur. 17 grudnia 1920 w Lęborku, zm. 4 lipca 1946 w Gdańsku) – niemiecka nadzorczyni SS obozu koncentracyjnego Stutthof.

## Życiorys
Mieszkała w Lauenburgu (obecnie Lębork) ze swymi rodzicami przy ul. Neuendorferstrasse 100 (obecnie ul. Kossaka). Była ewangeliczką. Szkołę ukończyła w 1935, potem pracowała w Wuppertalu, Erfurcie (jako konduktorka w tramwajach) i w Lęborku. Nie była zamężna. Od sierpnia 1944 przechodziła przeszkolenie na SS-Aufseherin w obozie koncentracyjnym SK-III Stutthof. W październiku 1944 skierowano ją do podobozu Bromberg-Ost, a od stycznia 1945 z powrotem do SK-III Stutthof. W kwietniu 1945 pilnowała więźniów obozu podczas ich ewakuacji do podobozu Lauenburg (wielu z nich zabiła). W KZ Stutthof Ewa Paradies często polewała zimną wodą nagie kobiety, które musiały stać na śniegu. Pod koniec wojny uciekła, jednak została rozpoznana i zatrzymana przez polskich żołnierzy.
Stanęła przed sądem podczas pierwszego procesu załogi Stutthofu (od 25 kwietnia do 1 czerwca 1946). 31 maja 1946 została skazana na śmierć przez powieszenie. 4 lipca 1946 o godz. 17 została publicznie powieszona na Biskupiej Górce (niem: Bischofsberg) przy ul. Pohulanka 73, jako ostatnia z grupy skazanych. Wraz z nią stracone zostały m.in. Elisabeth Becker, Gerda Steinhoff, Wanda Klaff i Jenny-Wanda Barkmann.